# Вікеке (район)
Віке́ке́ (тетум Vikeke, порт. Viqueque) — найбільший район  Східного Тимору. Розташований в південно-східній частині країни, на березі Тиморського моря. Межує з районами Баукау (на півночі), Лаутен (на сході) і Манатуту (на заході). Площа становить 1880,39 км². Адміністративний центр — місто Вікеке.

## Населення
За даними на 2010 рік населення району становить 70 036 осіб; для порівняння, в 2004 році воно налічувало 65 245 осіб. Середня щільність населення — 37,25 чол./км². Середній вік населення — 18,5 років. У період з 1990 по 2004 роки щорічний приріст населення становив у середньому 0,95 %. Коефіцієнт дитячої смертності варіює від 85 на 1000 новонароджених в підрайоні Уатукарбау до 143 на 1000 — в підрайоні Лаклута. Для порівняння, середній по країні показник становить 98 на 1000 новонароджених. Лакута входить в 8 підрайонів країни з найвищою смертністю.
45,0 % населення району розмовляють мовою макасаї і 25,8 % говорять мовою тетум як на рідній. Поширені також інші місцеві мови і діалекти. 40,3 % населення володіє мовою тетум (включаючи тих, для кого він є другою і третьою мовою); 38,3 % володіють індонезійською і 12,5 % — португальською. 61,0 % населення неписьменні (66,0 % жінок і 55,8 % чоловіків). За даними на 2004 рік 94,6 % населення району — католики; 4,0 % — протестанти; 1,0 % — дотримуються традиційних анімістичних вірувань і 0,3 % — мусульмани.

## Адміністративний поділ

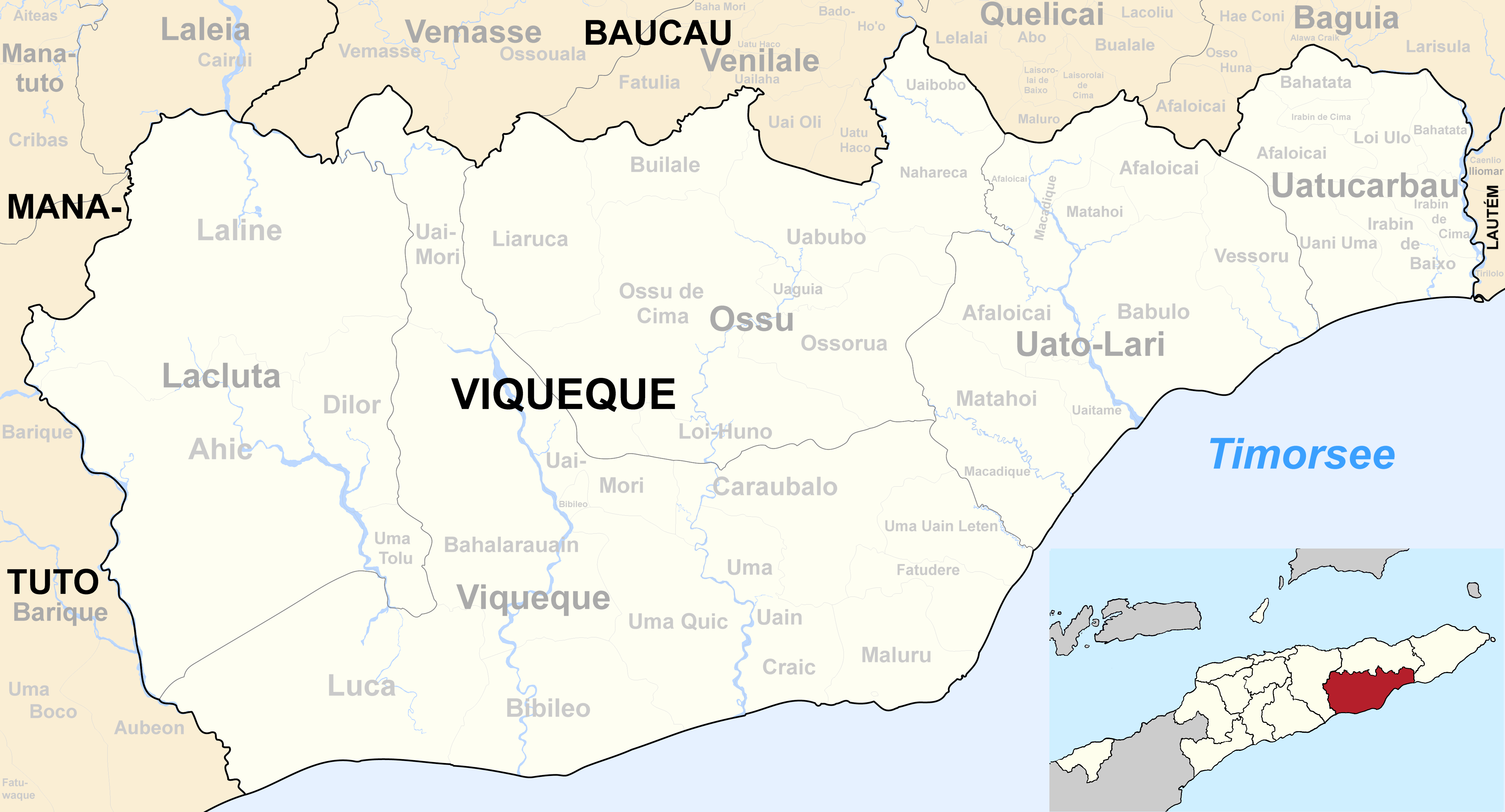
Адміністративний поділ району

В адміністративному відношенні поділяється на 5 підрайонів:
| Підрайон   | Населення, чол. (2010) | Площа, км² |
| ---------- | ---------------------- | ---------- |
| Лаклута    | 5853                   | 416,54     |
| Осу        | 15 612                 | 427,17     |
| Уату-Ларі  | 16 972                 | 294,13     |
| Уатукарбау | 7212                   | 131,66     |
| Вікеке     | 24 387                 | 610,90     |

## Економіка
Основою економіки є сільське господарство, основні культури: маніок, кукурудза, кава, кокосові горіхи та ін. Розвинене тваринництво. Мешканці узбережжя займаються рибальством.

## Галерея

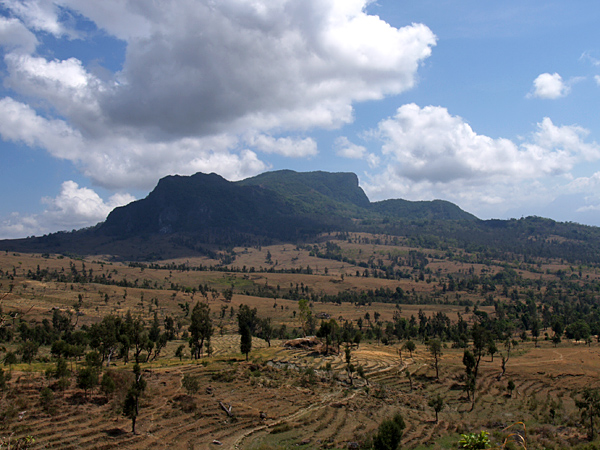
Рисові поля і гори
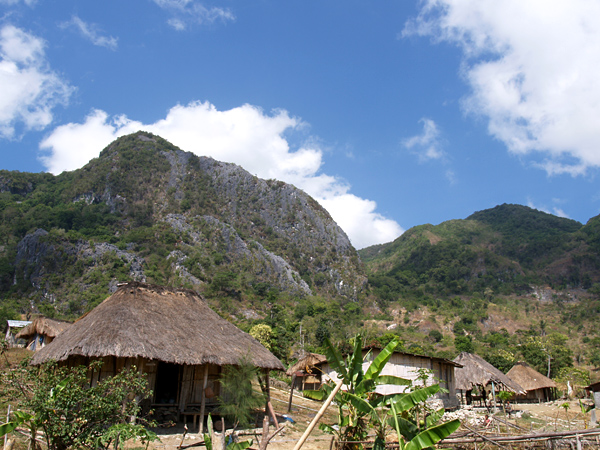
Село біля гір
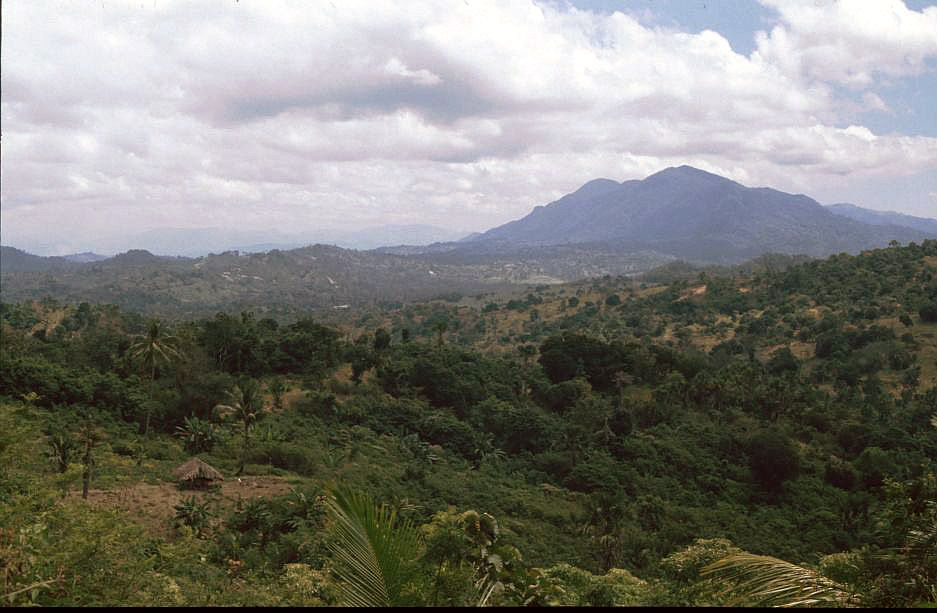
Лісистий пейзаж
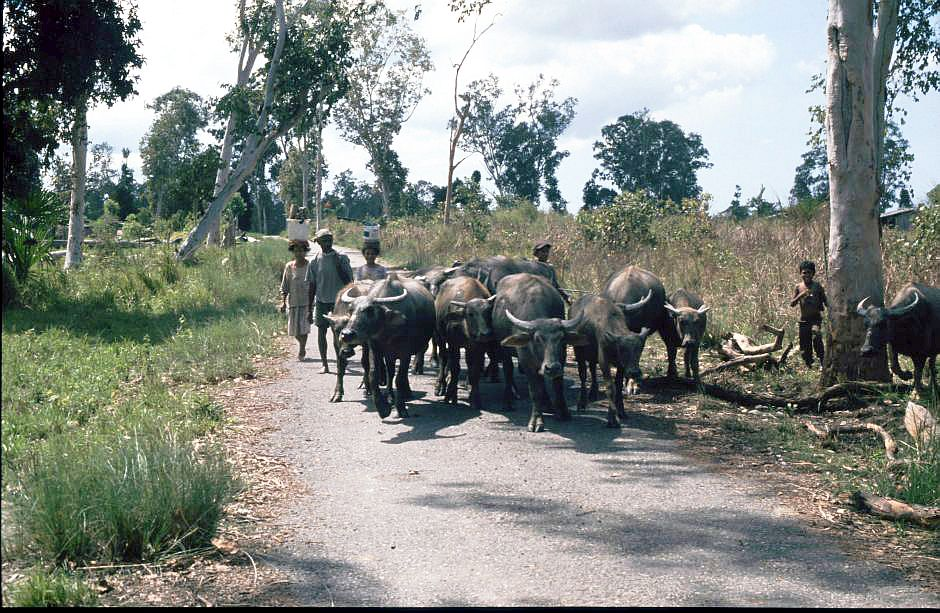
Буйволи на дорозі